# Витцендорф
Витцендорф (нем. Wietzendorf) — община в Германии, в земле Нижняя Саксония.
Входит в состав района Зольтау-Фаллингбостель. Население составляет 4023 человека (на 31 декабря 2010 года). Занимает площадь 106,88 км².